# Gressoney-La-Trinité
Gressoney-La-Trinité (pron. francese AFI: [ɡʁɛsɔnɛj la tʁinite] ; Greschòney Drifaltigkeit in walser) è un comune italiano sparso di 318 abitanti della Valle d'Aosta orientale.

## Geografia fisica

### Territorio

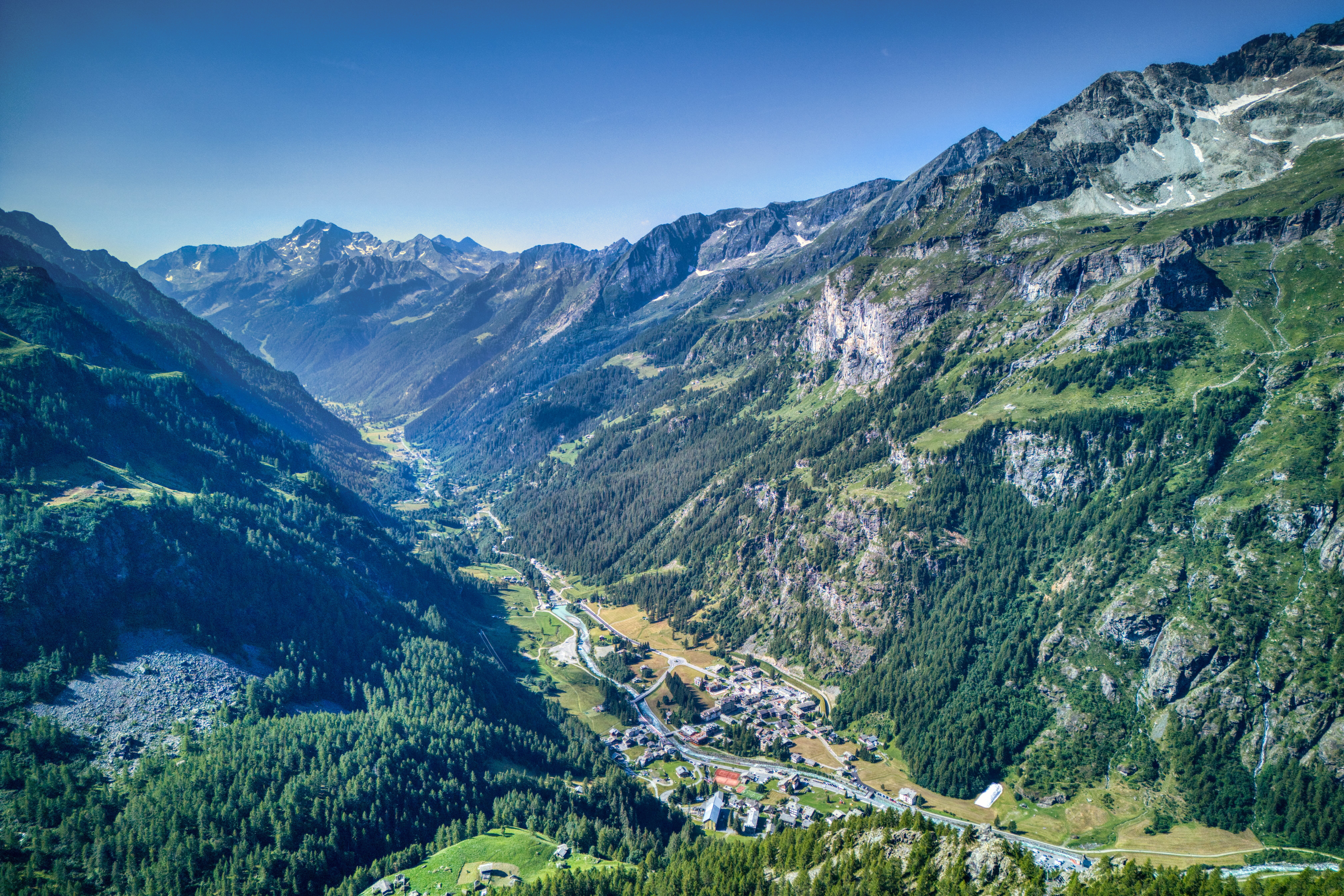
L'alta valle del Lys e Gressoney-La-Trinité.

Gressoney-La-Trinité si trova ai piedi del Monte Rosa, nella Valle del Lys, solcata dal torrente Lys, che da questo versante si mostra con le cime del Lyskamm Orientale (4.527 m - punto più alto della valle) e Lyskamm Occidentale (4.481 m), nel Monte Castore (4.226 m) e nella Piramide Vincent (4.215 m).
Le forme del gruppo in questo settore condividono le caratteristiche valdostane della catena: come nel confinante versante di Champoluc, prevalgono grandi ghiacciai, ampie forme, pianori nevosi sospesi. Completamente diverso il pur vicino e confinante versante piemontese la cosiddetta parete valsesiana del Monte Rosa, caratterizzata da dislivelli e forme grandiose con pareti strapiombanti e muri di roccia e ghiaccio a picco sulla sottostante Valsesia.

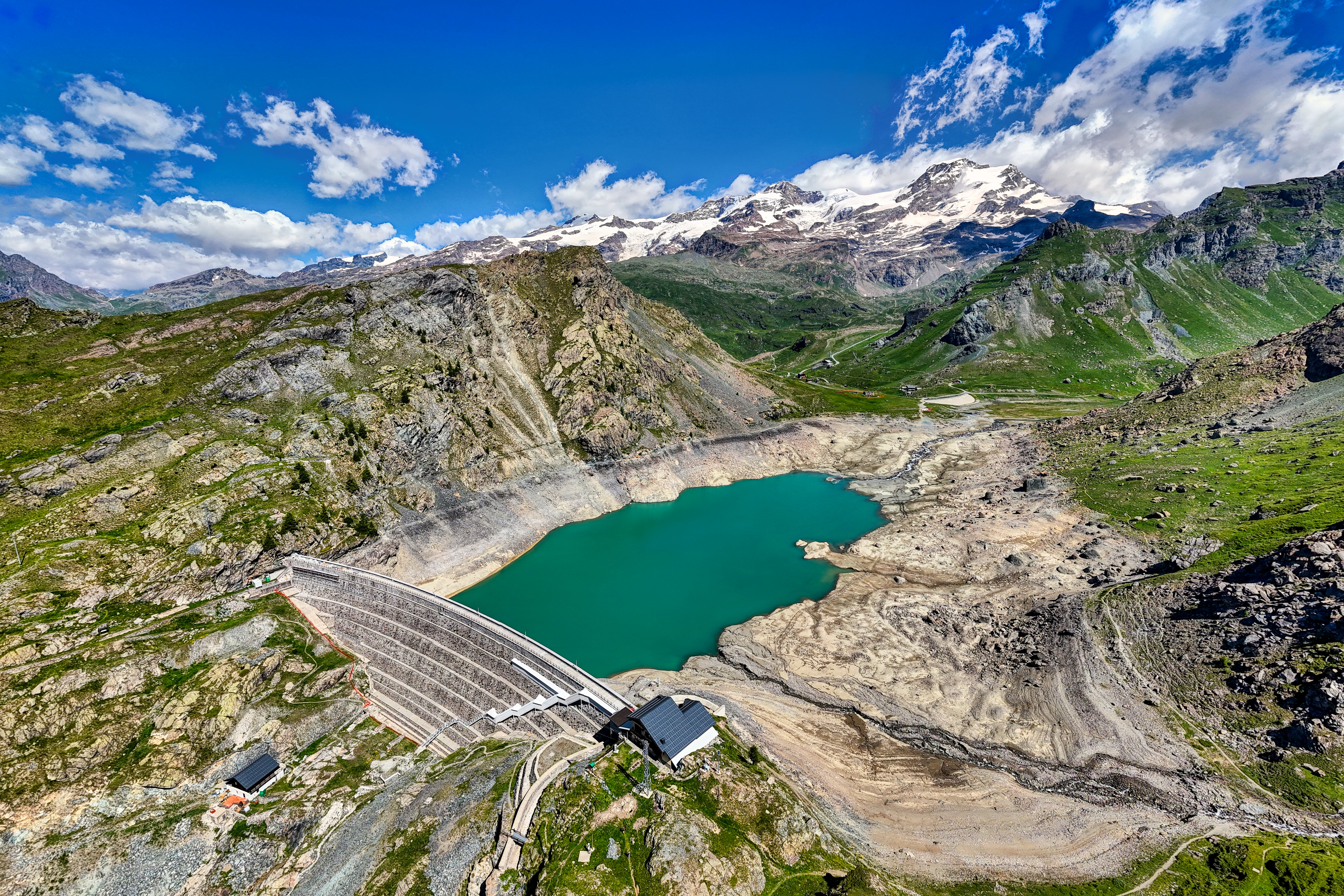
Il Lago Gabiet

Il Lago Gabiet è un bacino artificiale costruito tra il 1919 e il 1922 per lo sfruttamento dell'energia idroelettrica.

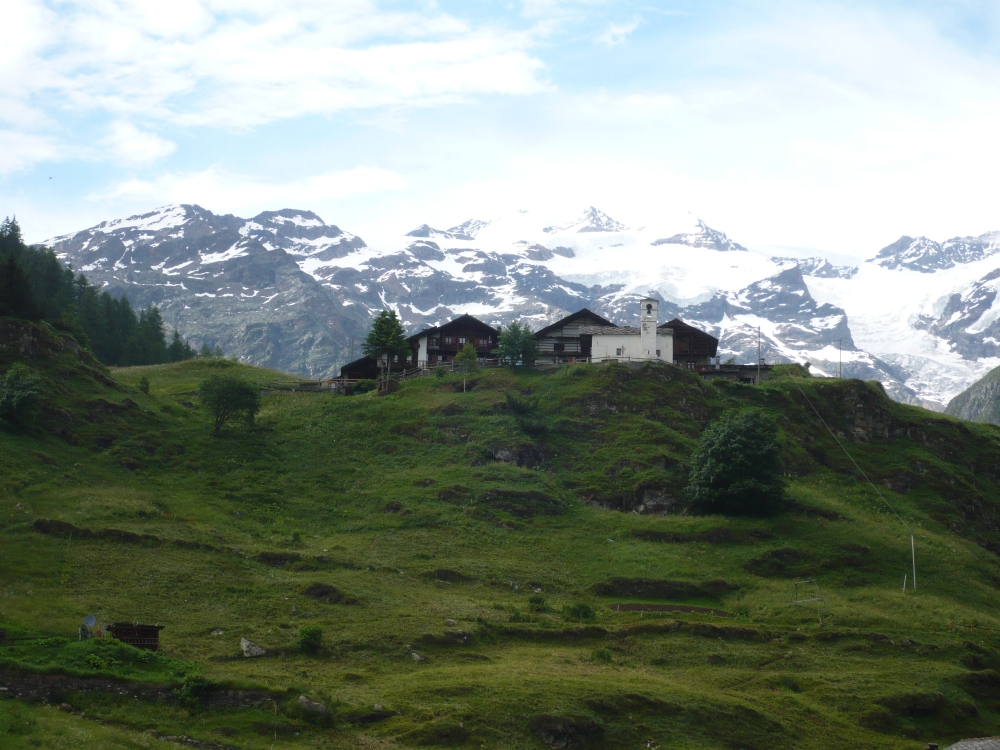
Il Monte Rosa visto da Gressoney-La-Trinité.

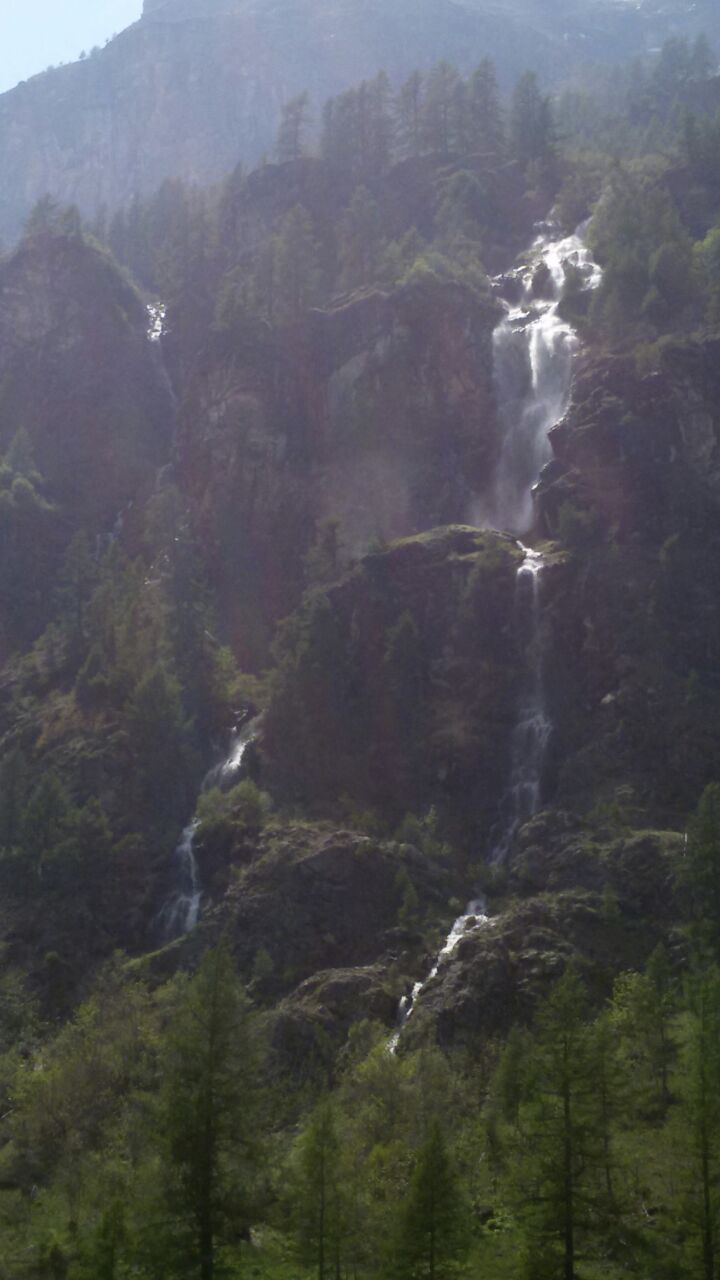
Cascate nell'alta valle del Lys

Nel territorio comunale è ubicata la stazione meteorologica di Gressoney-La-Trinité.
- Classificazione sismica: zona 4 (sismicità molto bassa)[5]

### Clima
- Classificazione climatica: zona F, 4787 GG

## Origini del nome
Tradizionalmente, i due comuni di Gressoney-La-Trinité e Gressoney-Saint-Jean formano un'entità territoriale e culturale unica, denominata Gressoney in francese, Greschòney (ufficiale) o Creschnau nel dialetto locale della lingua walser (il Greschòneytitsch o più semplicemente Titsch) e Kressenau (forma desueta) in tedesco, e Greschunej in töitschu.
Al toponimo Gressoney sono stati associati nel tempo vari significati:
- Chreschen-eye: "piana dei crescioni"
- Grossen-eys: "grande ghiacciaio"
- Chreschen-ey: "uovo depositato fra i crescioni".

Il significato più attendibile è il primo, sebbene nessun documento lo attesti.
Secondo la toponomastica tradizionale dell'alta valle del Lys, questo comune viene chiamato Oberteil ("la parte alta") nel dialetto locale, il Greschòneytitsch.
Il toponimo attuale in francese deriva dal nome della parrocchia dedicata alla SS. Trinità, chiamata Dreifaltigkeit in tedesco e Drifaltigkeit in Titsch. La parrocchia è intitolata alla SS. Trinità, ma non potendo attribuirla alle tre Divine Persone, il patrono è Francesco Saverio. È stata consacrata dal vescovo di Aosta François-Amédée Milliet d'Arvillars il 24 giugno 1702.
Nel 1939, prese il nome di Gressonei La Trinità o Gressonei Capoluogo, parte del comune di Gressonei, soppresso nel 1946. Una terza variante locale definisce Gressoney-La-Trinité come Greschòney en de Tache, che significa Gressoney presso i tetti.

## Storia

### Simboli
Lo stemma comunale e il gonfalone sono stati concessi con Decreto del Presidente della Giunta Regionale n. 105 del 12 marzo 2001.
Nel primo quarto è presente un simbolo della cultura walser, con una particolare croce che si ritiene derivare da un antico alfabeto runico che richiama il dio Odino, protettore dei mercanti e che veniva usato dai gressonari come timbro sui documenti commerciali.
Nella seconda partizione è raffigurato lo stemma dei signori di Vallaise e d'Arnad, che nel Medioevo furono cosignori di Gressoney insieme con gli Challant. Nella parte sinistra dello scudo (a destra per chi guarda) è l'emblema del Ducato d'Aosta, nella forma che il Conseil des Commis utilizzava nel proprio sigillo nei secoli XVI e XVII.
Il gonfalone è un drappo partito di bianco e di rosso.

## Monumenti e luoghi d'interesse
Nonostante l'espansione che si è verificata negli ultimi decenni del XX secolo, Gressoney-La-Trinité ha conservato gran parte delle abitazioni raffiguranti l'architettura Walser.

### Architetture civili
- Villa Ponti
- Villa Elena
- Hotel Busca Thedy

## Società

### Evoluzione demografica
Abitanti censiti

### Lingue e dialetti

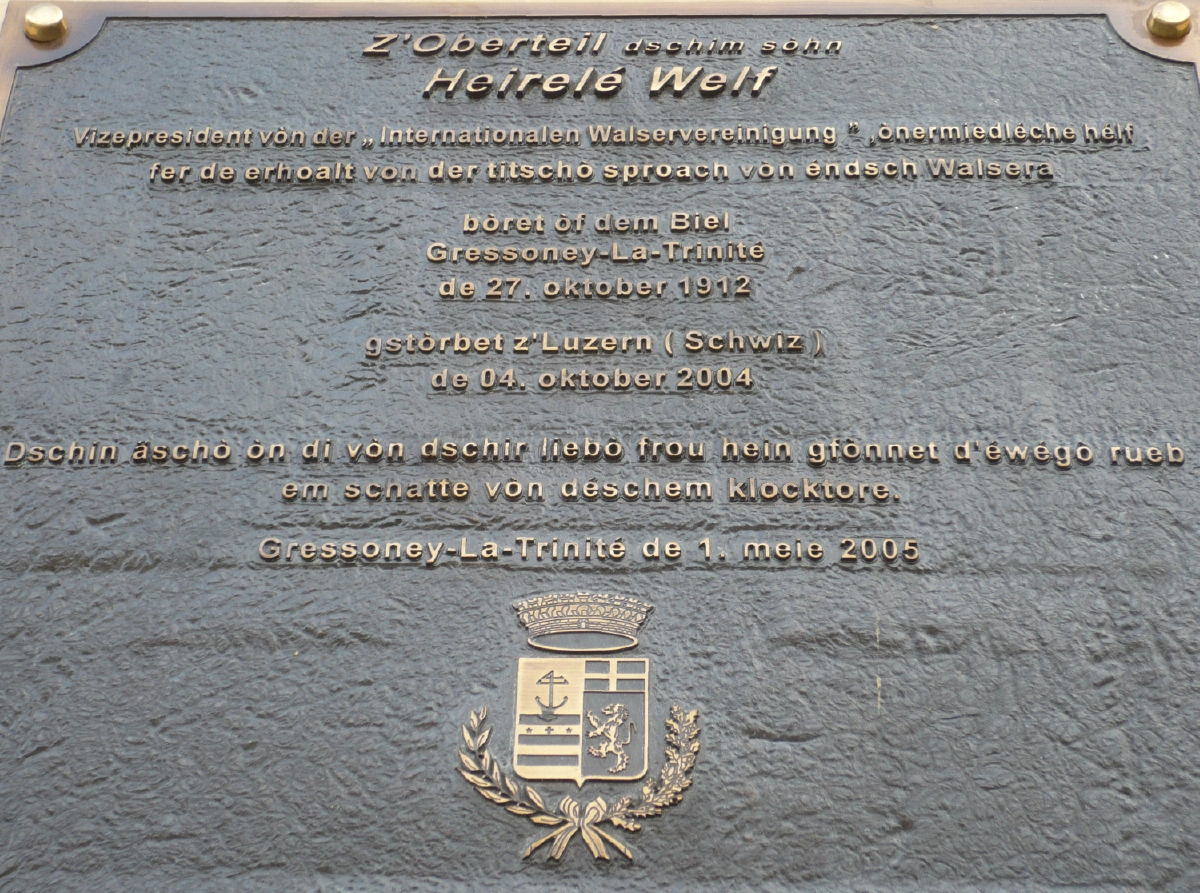
Iscrizione in Greschòneytitsch dedicata a Henrich Welf, originario di Gressoney-La-Trinité, presidente del Walser Kulturzentrum.

Gressoney-La-Trinité è un'isola linguistica tedesca appartenente alla comunità dei Walser. La popolazione parla un dialetto alemanno, il Greschòneytitsch.
Nel 1660, la popolazione chiede ed ottiene dalla diocesi di Aosta la possibilità di avere il tedesco come lingua di culto, in quanto la parrocchia più vicina in precedenza era Issime, francofona. È quindi fondata, nel 1660, la parrocchia di San Giovanni a Gressoney-Saint-Jean, e nel 1671 quella di Gressoney-La-Trinité, il cui primo parroco fu Johan Netscher, nativo di Gressoney come tutti i suoi successori ininterrottamente fino al 1883. L'elemento germanofono si riflette anche nei pellegrinaggi tradizionali della popolazione locale, che oltre ai santuari di Oropa e Vourry, si effettuavano verso quello di Einsiedeln.
Nel 2001, circa il 48% della popolazione conosce il Greschòneytitsch, ma il titsch è unica lingua materna del 16,83% della popolazione. Il 3,82% della popolazione dichiara di avere come lingua madre sia l'italiano sia il walser.
Oltre ad essere trilingue italiano-francese-tedesco (lingue di istruzione ufficiali per i comuni germanofoni della Valle del Lys), nel territorio di Gressoney-La-Trinité, la popolazione conosce il patois francoprovenzale valdostano e, in virtù della vicinanza geografica e dei rapporti storici con l'adiacente Valsesia, il piemontese.

## Cultura

### Musei
- Il Walser Ecomuseum - Ecomuseo Walser, in località Tache, che include la Casa rurale Puròhus (lett. casa del contadino), la Casa Museo Pòtzschhus e la baita Binò Alpelté (in località Binò).

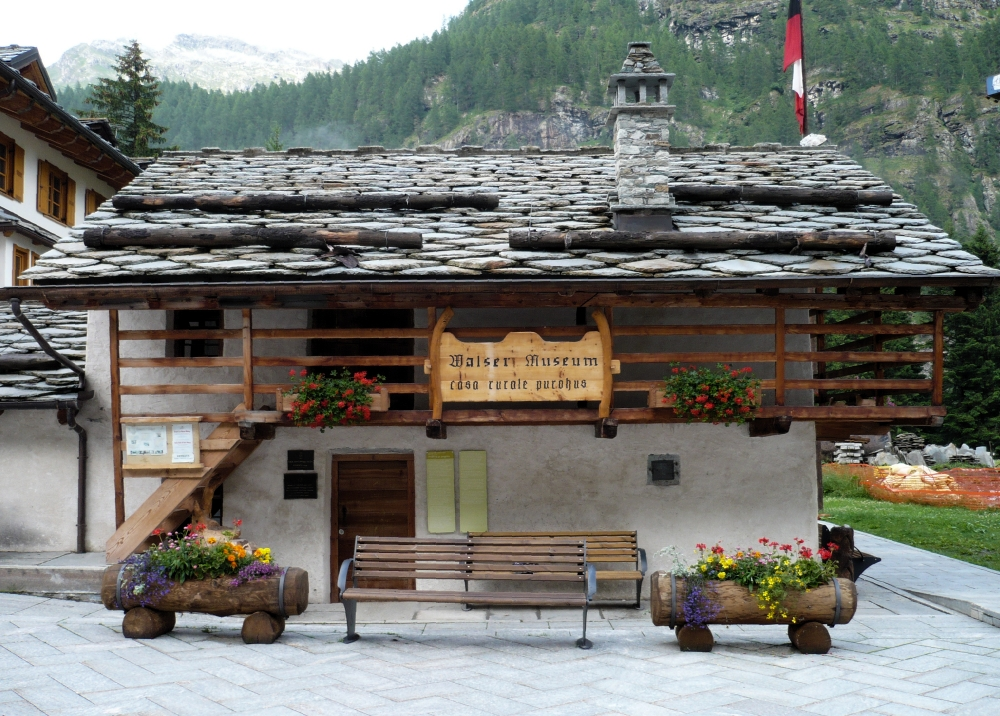
La casa rurale Puròhus del Walser Ecomuseum.
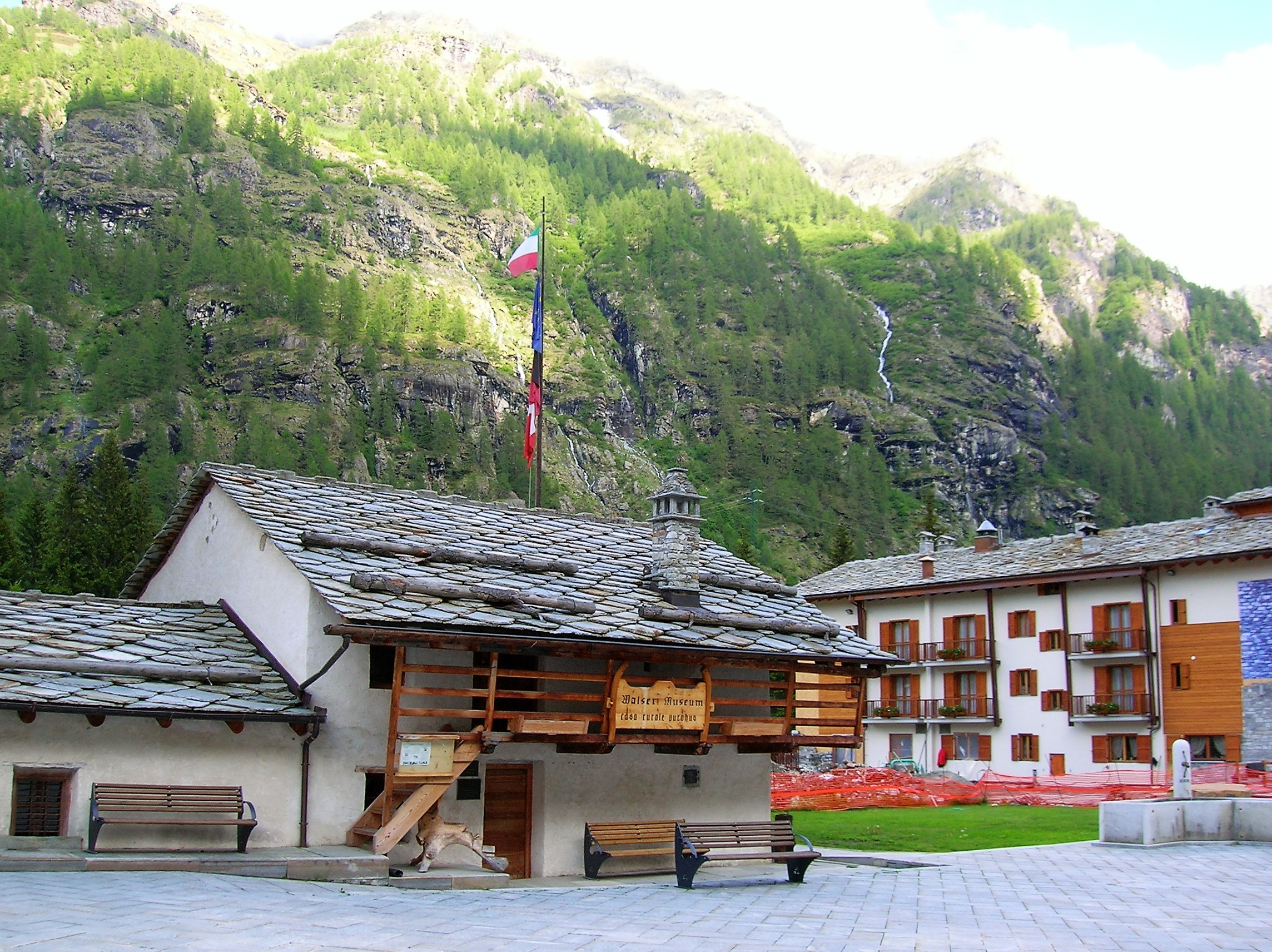
Il Walser Ecomuseum.
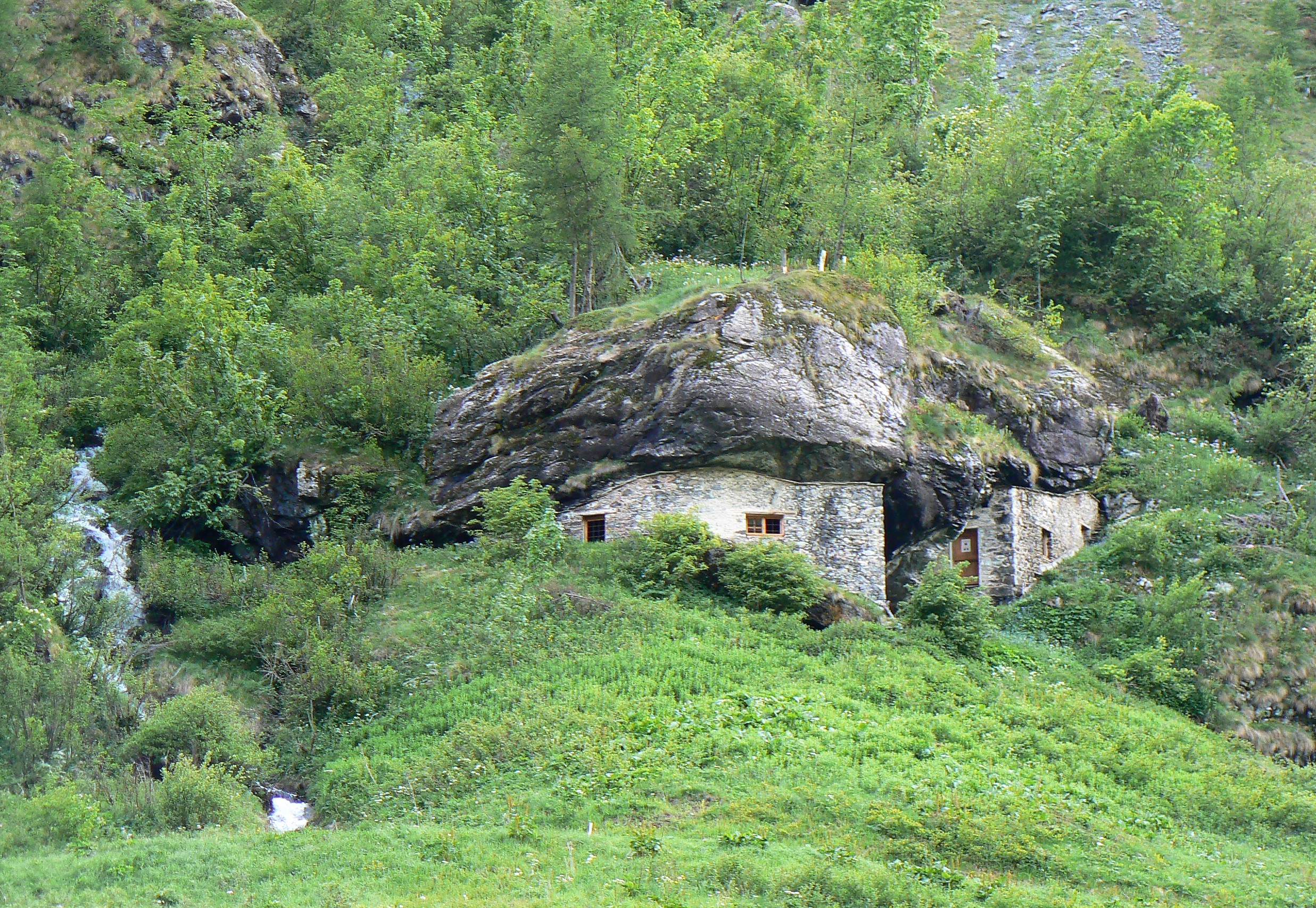
La baita Binò Alpelté.

### Cucina

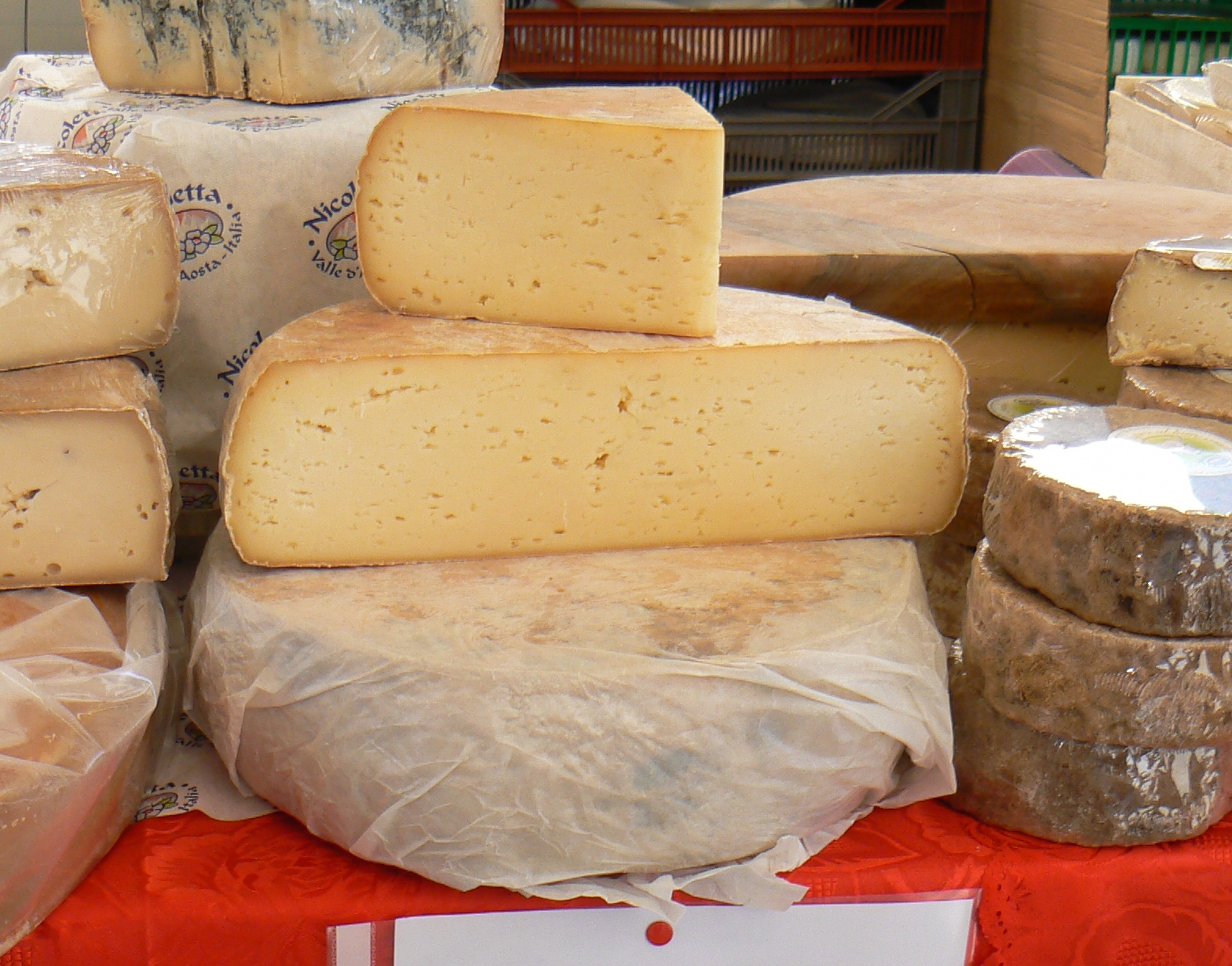
La Toma di Gressoney.

Un prodotto tipico del luogo, la Toma di Gressoney, è stato riconosciuto come presidio Slow Food.

## Economia

### Turismo
La principale risorsa economica della località è il turismo, sia invernale (sciistico) che estivo.

### Energia
Come in molti comuni valdostani anche nel comune di Gressoney-La-Trinité si produce energia idroelettrica. La centrale idroelettrica di Gressoney, in gestione alla CVA, sfrutta le acque dei torrenti Moss e Olene.

## Infrastrutture e trasporti
Gressoney-La-Trinité è servita dall'autolinea Pont-Saint-Martin - Stafal, gestita dalla società V.I.T.A..

## Amministrazione

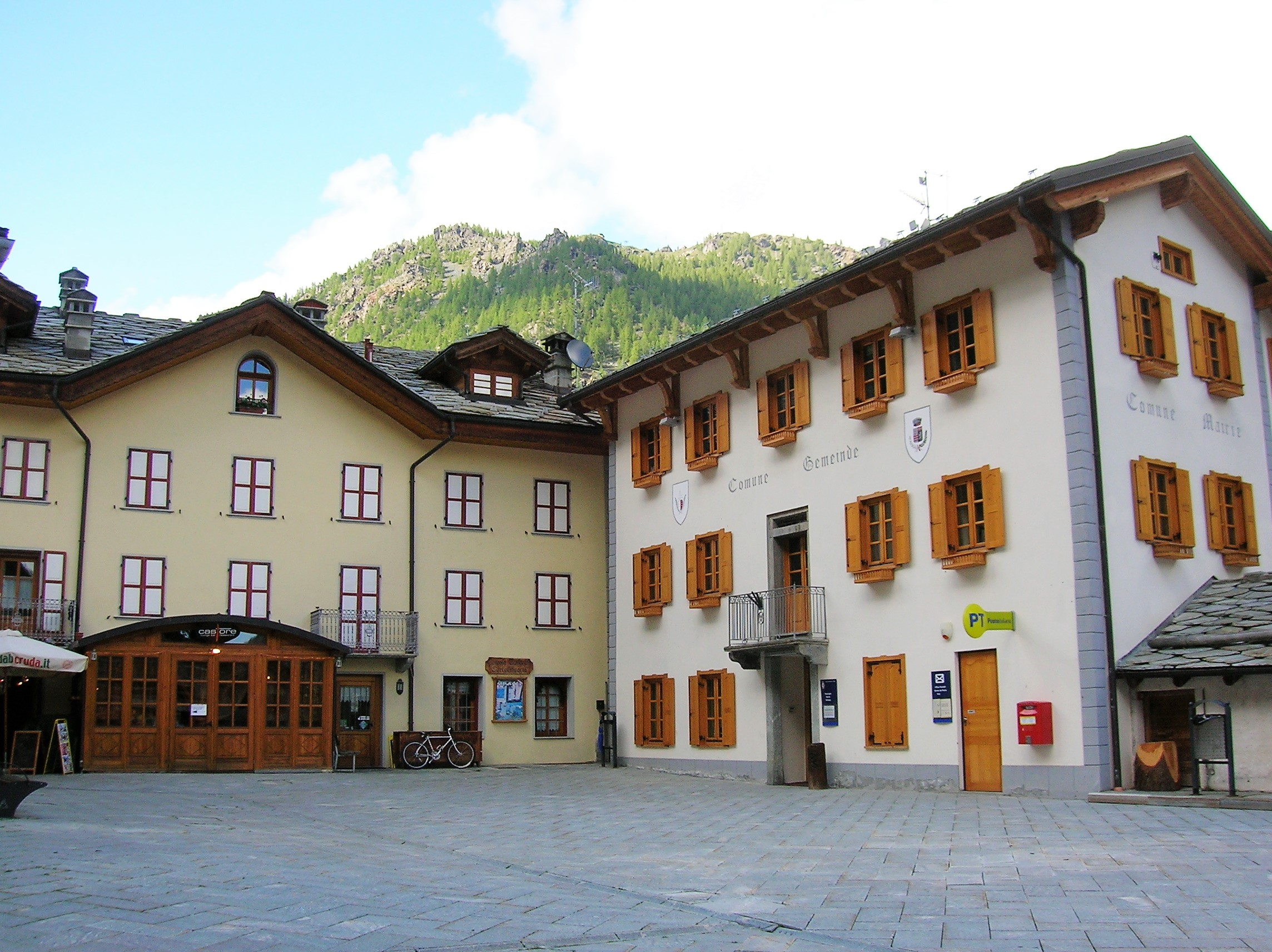
Il municipio.

Il comune fa parte dell'Unité des Communes valdôtaines Walser.
Il termine "sindaco", in francese valdostano syndic, è reso nel dialetto Titsch dal termine Sendég, che risente inoltre dell'influenza del patois valdostano senteucco.
Di seguito è presentata una tabella relativa alle amministrazioni che si sono succedute in questo comune.
| Periodo          | Periodo          | Primo cittadino  | Partito          | Carica      | Note   |
| ---------------- | ---------------- | ---------------- | ---------------- | ----------- | ------ |
| 12 giugno 1985   | 24 maggio 1990   | Ugo Peretto      | -                | Sindaco     | [ 19 ] |
| 24 maggio 1990   | 29 maggio 1995   | Dante Squinobal  | Union Valdôtaine | Sindaco     | [ 19 ] |
| 2 giugno 1995    | 24 luglio 1995   | Dante Squinobal  |                  | Comm. pref. | [ 19 ] |
| 1º agosto 1995   | 8 maggio 2000    | Aurelio Welf     | -                | Sindaco     | [ 19 ] |
| 8 maggio 2000    | 9 maggio 2005    | Renzo Vicquéry   | lista civica     | Sindaco     | [ 19 ] |
| 9 maggio 2005    | 15 dicembre 2009 | Massimo Comune   | lista civica     | Sindaco     | [ 19 ] |
| 16 dicembre 2009 | 24 maggio 2010   | Pietro Vincent   | lista civica     | Sindaco     | [ 19 ] |
| 24 maggio 2010   | 27 maggio 2015   | Alessandro Girod | lista civica     | Sindaco     | [ 19 ] |
| 27 maggio 2015   | in carica        | Alessandro Girod |                  | Sindaco     | [ 19 ] |

## Sport
Gressoney-La-Trinité è un'importante stazione sciistica, facente parte del grande comprensorio del Monterosa Ski, e collegata con Champoluc e con Alagna Valsesia. Mentre il collegamento con Champoluc è aperto a tutti gli sciatori, il collegamento con la Valsesia risulta riservato agli sciatori più esperti.
Gli impianti connessi sono quelli della frazione Stafal, non quelli del capoluogo Tache.